# Brigitte Becue
Brigitte Becue (Ostende, Bélgica, 18 de septiembre de 1972) es una nadadora belga retirada especializada en pruebas de estilo braza larga distancia, donde consiguió ser medallista de bronce mundial en 1994 en los 200 metros estilo braza.

## Carrera deportiva
En el Campeonato Mundial de Natación de 1994 celebrado en Roma (Italia), ganó la medalla de bronce en los 200 metros estilo braza, con un tiempo de 2:28.85 segundos, tras la australiana Samantha Riley  (oro con 2:26.87 segundos) y la china Yuan Yuan (plata con 2:27.88 segundos).